# فيكتوريا ويندهام
فيكتوريا ويندهام (بالإنجليزية: Victoria Wyndham)‏ هي ممثلة أمريكية، ولدت في 22 مايو 1945 في شيكاغو في الولايات المتحدة.

## أعمال

### مسلسلات
- عالم آخر

## وصلات خارجية
- فيكتوريا ويندهام على موقع IMDb (الإنجليزية)
- فيكتوريا ويندهام على موقع قاعدة بيانات برودواي على الإنترنت (الإنجليزية)
- فيكتوريا ويندهام على موقع قاعدة بيانات الفيلم (الإنجليزية)